# Hermann Neef (Politiker)

Hermann Neef

Hermann Neef (* 2. September 1904 in Templin; † 18. November 1950 in Berlin) war ein deutscher Oberzollsekretär, Reichsbeamtenführer und Mitglied des Reichstags zur Zeit des Nationalsozialismus. 

## Leben und Wirken
Der Sohn eines Studienrates besuchte die Volks- und die Realschule in St. Goarshausen und legte nach dem Besuch eines Gymnasiums in Oberlahnstein 1922 das Abitur ab. Ab September 1922 schlug Neef die Beamtenlaufbahn beim Zoll ein, wo er bis 1928 zum Oberzollsekretär aufstieg.
Neef wurde 1923 Mitglied der SA. In der SA erreichte er später den Rang eines SA-Brigadeführers. Zum 4. Juli 1925 trat er der NSDAP bei (Mitgliedsnummer 9.249). In der NSDAP wurde er 1929 Bezirksleiter im Bezirk Lahntal und erreichte 1930 die Position eines Kreisleiters. Von 1929 bis 1931 war Neef Stadtverordneter in Frankfurt am Main. Ab der 9. Wahlperiode im November 1933 gehörte Neef für den Wahlkreis 19 (Hessen-Nassau) durchgehend bis zum Ende des Nationalsozialismus dem nationalsozialistischen Reichstag an.
In der Beamtenabteilung der Reichsleitung der NSDAP wurde er 1931 Propaganda- und Organisationsleiter und erreichte dort 1934 die Position eines Hauptamtleiters und Regierungsrates. Von 1931 bis April 1933 fungierte er als Hauptschriftleiter bei der Nationalsozialistischen Beamtenzeitung (NSBZ). Im April 1933 wurde Neef stellvertretender Reichskommissar für Beamtenorganisationen, ab Juni 1933 Vorsitzender des Deutschen Beamtenbundes und ab Juli 1933 Leiter der Beamtenabteilung der NSDAP, was er bis 1934 blieb. Im Oktober 1933 begründete er den Reichsbund der deutschen Beamten, dem später über eine Million Mitglieder angehörten. Sein persönlicher Referent wurde der promovierte Volkswirt Justin Brill.
Neef übernahm den ehrenamtlichen Vorsitz in Verwaltungs- und Aufsichtsräten bei Unternehmen, in denen hauptsächlich Beamte beschäftigt waren. Außerdem war er seit Oktober 1933 bis Kriegsende Reichsbeamtenführer und Herausgeber der Zeitung "Das Dritte Reich".
Der Akademie für Deutsches Recht gehörte Neef seit Oktober 1933 an und leitete dort von 1938 bis 1941 den Ausschuss für Beamtenrecht. Des Weiteren gehörte er dem Obersten Führerrat der Deutschen Rechtsfront an. Neef, Mitglied des Führerrates des Reichsverbandes Deutscher Verwaltungsakademien und dort Verbindungsmann zum Amt Rosenberg, war zudem Präsident der Verwaltungsakademie in Berlin. Er wurde am 15. März 1934 Regierungsrat und war von 1934 bis 1945 Leiter des Hauptamts für Beamte der NSDAP. Er war Mitglied des Obersten Führungsrats der Deutschen Rechtsfront und des Bundes Nationalsozialistischer Deutscher Juristen (BNSDJ), der ab 1936 unter dem Namen Nationalsozialistischer Rechtswahrerbund bestand. Seit 1935 war er ständiges Mitglied der Reichsarbeitskammer. Er wurde am 9. November 1938 dem Personalhauptamt der Obersten SA-Führung (OSAF) als SA-Oberführer zugeteilt.
Neef verfasste viele Publikationen, die im Zusammenhang von Nationalsozialismus und Beamtentum standen; sämtliche Schriften wurden nach Kriegsende in der Sowjetischen Besatzungszone auf die Liste der auszusondernden Literatur gesetzt. In der Nachkriegszeit lebte Neef als Regierungsrat außer Dienst in Berlin, wo er im November 1950 verstarb.